# Prionopelta bruchi
Prionopelta bruchi é uma espécie de formiga do gênero Prionopelta.